# Limnophila euxesta
Limnophila euxesta là một loài ruồi trong họ Limoniidae. Chúng phân bố ở miền Tân bắc.